# Cantonul Riaillé
Cantonul Riaillé este un canton din arondismentul Ancenis, departamentul Loire-Atlantique, regiunea Pays de la Loire, Franța.

## Comune
- Joué-sur-Erdre
- Pannecé
- Riaillé (reședință)
- Teillé
- Trans-sur-Erdre